# Diócesis de Poona
La diócesis de Poona (en latín: Dioecesis Poonensis, en inglés: Roman Catholic Diocese of Poona y en maratí: पूना के सूबा) es una circunscripción eclesiástica de la Iglesia católica en India. Se trata de una diócesis latina, sufragánea de la arquidiócesis de Bombay. Desde el 25 de marzo de 2023 su obispo electo es John Rodrigues.

## Territorio y organización
La diócesis tiene 49 687 km² y extiende su jurisdicción sobre los fieles católicos de rito latino residentes en los distritos del estado de Maharashtra de: Pune, Satara, Solapur, Sangli y parte del distrito de Kolhapur.
La sede de la diócesis se encuentra en la ciudad de Pune (llamada Poona hasta 1978), en donde se halla la Catedral de San Patricio.
En 2021 en la diócesis existían 42 parroquias.

## Historia
El vicariato apostólico de Poona fue erigido el 8 de marzo de 1854 con el breve Sollicitudo omnium del papa Pío IX, obteniendo el territorio del vicariato apostólico de Bombay (hoy arquidiócesis de Bombay).
El nuevo vicariato apostólico fue confiado a los misioneros de la Compañía de Jesús, y gobernado por los vicarios apostólicos de Bombay, quienes, como administradores apostólicos, gobernaron el vicariato hasta el establecimiento de la jerarquía católica en la India en 1886.
El 1 de septiembre de 1886 el vicariato apostólico fue elevado al rango de diócesis con la bula Humanae salutis del papa León XIII.
El 19 de septiembre de 1953 se amplió con los territorios de Ratnagiri y Sawantwadi, que pertenecían a la arquidiócesis de Goa (hoy arquidiócesis de Goa y Damán) mediante el decreto Cum Sanctae Sedis, y el mismo día cedió una parte de su territorio para la erección de la diócesis de Belgaum mediante la bula Summa illa del papa Pío XII.
El 30 de abril de 1988 dejó la jurisdicción sobre los fieles de la Iglesia católica siro-malabar presentes en su territorio al erigirse la eparquía de Kalyan mediante la bula Pro Christifidelibus del papa Juan Pablo II.
El 15 de mayo de 1987 cedió una porción de su territorio para la erección de la diócesis de Nashik mediante la bula Quandoquidem sanctissima del papa Juan Pablo II.
El 5 de julio de 2005 cedió otra porción de su territorio para la erección de la diócesis de Sindhudurg mediante la bula Ab oriente et occidente del papa Benedicto XVI.

## Estadísticas
Según el Anuario Pontificio 2022 la diócesis tenía a fines de 2021 un total de 89 980 fieles bautizados.
| Año                                                                             | Población            | Población  | Población      | Sacerdotes | Sacerdotes    | Sacerdotes    | Bautizados por sacerdote | Diáconos permanentes | Religiosos | Religiosos | Parroquias |
| Año                                                                             | Bautizados católicos | Total      | % de católicos | Total      | Clero secular | Clero regular | Bautizados por sacerdote | Diáconos permanentes | Varones    | Mujeres    | Parroquias |
| ------------------------------------------------------------------------------- | -------------------- | ---------- | -------------- | ---------- | ------------- | ------------- | ------------------------ | -------------------- | ---------- | ---------- | ---------- |
| 1950                                                                            | 43 831               | 11 000     | 0.4            | 46         | 23            | 23            | 952                      |                      | 45         | 72         | 28         |
| 1970                                                                            | 114 272              | 27 000     | 0.4            | 126        | 49            | 77            | 906                      |                      | 248        | 514        | 55         |
| 1980                                                                            | 144 650              | 24 450 000 | 0.6            | 241        | 55            | 186           | 600                      |                      | 669        | 523        | 59         |
| 1990                                                                            | 80 669               | 15 600 000 | 0.5            | 192        | 63            | 129           | 420                      |                      | 722        | 629        | 40         |
| 1999                                                                            | 93 407               | 29 671 589 | 0.3            | 210        | 79            | 131           | 444                      |                      | 731        | 483        | 40         |
| 2000                                                                            | 94 028               | 29 700 000 | 0.3            | 99         | 80            | 19            | 949                      |                      | 663        | 480        | 40         |
| 2001                                                                            | 94 822               | 30 000     | 0.3            | 215        | 76            | 139           | 441                      |                      | 771        | 537        | 40         |
| 2002                                                                            | 95 056               | 30 000     | 0.3            | 215        | 77            | 138           | 442                      |                      | 753        | 459        | 43         |
| 2003                                                                            | 96 082               | 30 000     | 0.3            | 213        | 77            | 136           | 451                      |                      | 757        | 547        | 43         |
| 2004                                                                            | 96 480               | 30 000     | 0.3            | 221        | 79            | 142           | 436                      |                      | 728        | 570        | 43         |
| 2005                                                                            | 64 234               | 24 305 883 | 0.3            | 75         | 61            | 14            | 856                      |                      | 2          | 419        | 26         |
| 2013                                                                            | 78 713               | 19 729 686 | 0.4            | 179        | 65            | 114           | 439                      | 1                    | 1367       | 428        | 30         |
| 2016                                                                            | 82 713               | 21 139 800 | 0.4            | 245        | 70            | 175           | 337                      | 1                    | 1560       | 595        | 30         |
| 2019                                                                            | 87 571               | 24 305 883 | 0.4            | 188        | 69            | 119           | 465                      | 1                    | 1345       | 378        | 26         |
| 2021                                                                            | 89 980               | 25 306 920 | 0.4            | 183        | 62            | 121           | 491                      | 1                    | 1161       | 289        | 42         |
| Fuente: Catholic-Hierarchy, que a su vez toma los datos del Anuario Pontificio. |                      |            |                |            |               |               |                          |                      |            |            |            |

## Episcopologio
- Sede vacante (1854-1886)
- Waltar Bisscop Steins, S.I. † (10 de octubre de 1860-11 de enero de 1867) (administrador apostólico)
- Johann Gabriel Léon Louis Meurin, S.I. † (23 de marzo de 1867-1 de septiembre de 1886) (administrador apostólico)

- Bernhard Beiderlinden, S.I. † (22 de diciembre de 1886-7 de mayo de 1907 falleció)
- Heinrich Döring, S.I. † (7 de septiembre de 1907-16 de junio de 1921 renunció[nota 1])
  - Sede vacante (1921-1927)
- Heinrich Döring, S.I. † (14 de julio de 1927-15 de enero de 1948 renunció[nota 2]) (por segunda vez)
- Andrew Alexis D'Souza † (12 de mayo de 1949-12 de junio de 1967 renunció[nota 3])
- William Zephyrine Gomes † (12 de junio de 1967-1 de diciembre de 1976 renunció)
- Valerian D'Souza † (7 de julio de 1977-4 de abril de 2009 retirado)
- Thomas Dabre (4 de abril de 2009-25 de marzo de 2023 retirado)
- John Rodrigues, desde el 25 de marzo de 2023